# Claude Lelouch
Claude Lelouch (París, 30 de octubre de 1937) es un cineasta, productor, guionista, escritor y actor francés.

## Biografía
Claude Lelouch fue hijo de Charlotte Abeilard, francesa católica convertida al judaísmo, y de Simon Lelouch, judío, religión en la que lo educaron.
Filmó su primer largometraje, Le Propre de l'homme, en 1960. Su primer gran éxito lo consiguió con Un hombre y una mujer (Un homme et une femme, 1966), ganadora de la Palma de Oro en el Festival de Cannes y el Óscar a la mejor película extranjera. Fue nominado nuevamente al Óscar a mejor película extranjera por Vivre pour vivre de (1967).
También dirigió La aventura es la aventura (L'aventure c'est l'aventure) 1972, con Lino Ventura y Jacques Brel, y después uno de los filmes más recordados del cine francés, Los unos y los otros (1980) (Les Uns et les Autres), con coreografías de Maurice Béjart.

## Filmografía
- Le Propre de l'homme (1960)
- L'Amour avec des si (1962)
- La Femme spectacle (1963)
- Une fille et des fusils (1964)
- Les Grands Moments (1965)
- Pour Un Maillot Jaune (1965)
- Un homme et une femme (1966)
- Vivre pour vivre (1967)
- La Vie, l'amour, la mort (1968)
- 13 jours en France (1968)
- Un Homme qui me plaît (1969)
- Le Voyou (1970)
- Smic, Smac, Smoc (1971)
- L'aventure c'est l'aventure (1972)
- La bonne année (1973)
- Visions of Eight (1973)
- Mariage (1974)
- Toda una vida (Toute une vie) (1974)
- Le Bon et les méchants (1975)
- Le Chat et la souris (1975)
- C'était un rendez-vous (1976)
- Si c'était à refaire (1976)
- Un autre homme, une autre chance (1977)
- Robert et Robert (1978)
- À nous deux (1979)
- Les Uns et les Autres (1981)
- Édith et Marcel (1982)
- Viva la vie (1983)
- Partir, revenir (1984)
- Attention bandits! (1986)
- Un homme et une femme : vingt ans déjà (1986)
- Itinéraire d'un enfant gâté (1988)
- Il y a des jours... et des lunes (1989)
- La Belle Histoire (1992)
- Tout ça... pour ça ! (1992)
- Los miserables (1995)
- Lumière et compagnie (1995)
- Hommes, femmes, mode d'emploi (1996)
- Hasards ou coïncidences (1997)
- Une pour toutes (1999)
- And now... Ladies and Gentlemen (2001)
- September 11 (2002) (segment "France")
- Les Parisiens (2004)
- Le Courage d'aimer (2005)
- Crimen de autor (2007), en cuyos créditos aparece con el seudónimo Hervé Picard.
- Ces amours là (2010)
- D'un film à l'autre (2011)
- Salaud, on t'aime (2014)
- Un plus une (2015)
- Chacun sa vie (2017)
- Call My Agent! (2019)
- Les plus belles années d'une vie (2019)

## Premios y distinciones
Premios Óscar
| Año  | Categoría                          | Película              | Resultado |
| ---- | ---------------------------------- | --------------------- | --------- |
| 1967 | Mejor Director                     | Un hombre y una mujer | Nominado  |
| 1967 | Mejor guion original               | Un hombre y una mujer | Ganador   |
| 1967 | Mejor película en habla no inglesa | Un hombre y una mujer | Ganador   |
| 1968 | Mejor película de habla no inglesa | Vivir para vivir      | Nominado  |
| 1976 | Mejor guion original               | Toda una vida         | Nominado  |

Festival Internacional de Cine de Cannes
| Año  | Categoría    | Película              | Resultado |
| ---- | ------------ | --------------------- | --------- |
| 1966 | Palma de Oro | Un hombre y una mujer | Ganador   |

Festival Internacional de Cine de Venecia
| Año  | Categoría           | Película                      | Resultado |
| ---- | ------------------- | ----------------------------- | --------- |
| 1996 | Pequeño León de Oro | Hommes, femmes, mode d'emploi | Ganador   |
| 2002 | Premio UNESCO       | 11'09"01 September 11         | Ganador   |